# Stazione di Cosenza (1877)
Stazione di Cosenza 1987-ben bezárt vasútállomás Olaszországban, Cosenza településen.

## Vasútvonalak
Az állomást az alábbi vasútvonalak érintették:
- Cosenza-Sibari-vasútvonal

## Kapcsolódó állomások
A vasútállomáshoz az alábbi állomások vannak a legközelebb:
- Stazione di Castiglione Cosentino